# مارك أنتوني دي ولف هاو
مارك أنتوني دي ولف هاو (بالإنجليزية: Mark Antony De Wolfe Howe)‏ هو مؤرخ أمريكي، ولد في 28 أغسطس 1864 في بريستول في الولايات المتحدة، وتوفي في 6 ديسمبر 1960.